# Antonio Peñalver
Antonio Peñalver Asencio (ur. 1 grudnia 1968 w Alhama de Murcia) – hiszpański lekkoatleta (wieloboista), wicemistrz olimpijski z 1992.
Zajął 7. miejsce w dziesięcioboju na mistrzostwach świata juniorów w 1986 w Atenach oraz 8. miejsce w tej konkurencji na mistrzostwach Europy juniorów w 1987 w Birmingham. Na igrzyskach olimpijskich w 1988 w Seulu zajął 23. miejsce w dziesięcioboju. Zajął 6. miejsce tej konkurencji na mistrzostwach Europy w 1990 w Splicie. Na mistrzostwach świata w 1991 w Tokio został sklasyfikowany na 8. miejscu.
Zdobył brązowy medal w siedmioboju na halowych mistrzostwach Europy w 1992 w Genui, za Christianem Plaziatem z Francji i Robertem Změlíkem z Czechosłowacji. Ustanowił wówczas rekord Hiszpanii wynikiem 6062 punkty.
Na igrzyskach olimpijskich w 1992 w Barcelonie Peñalver zdobył srebrny medal, za Robertem Změlíkem, a przed Dave’em Johnsonem ze Stanów Zjednoczonych).
Nie ukończył dziesięcioboju na mistrzostwach Europy w 1994 w Helsinkach. Zajął 6. miejsce w siedmioboju na halowych mistrzostwach świata w 1995 w Barcelonie. Nie ukończył dziesięcioboju na mistrzostwach świata w 1995 w Göteborgu. Zajął 9. miejsce w tej konkurencji na igrzyskach olimpijskich w 1996 w Atlancie. Nie ukończył dziesięcioboju na mistrzostwach Europy w 1998 w Budapeszcie.
Dziewięciokrotnie poprawiał rekord Hiszpanii w dziesięcioboju do wyniku 8478 pkt., uzyskanego 24 maja 1992 w Alhama de Murcia.
Peñalver był mistrzem Hiszpanii w dziesięcioboju w 1989 i 1994 oraz halowym mistrzem w siedmioboju w 1988, 1991, 1992 i 1995.
Rekordy życiowe Peñalvera:
| Konkurencja                     | Data i miejsce                 | Wynik    |
| ------------------------------- | ------------------------------ | -------- |
| bieg na 100 metrów              | 1 sierpnia 1996, Atlanta       | 10,95    |
| bieg na 400 metrów              | 23 maja 1992, Alhama de Murcia | 49,50    |
| bieg na 1500 metrów             | 30 sierpnia 1991, Tokio        | 4:32,95  |
| bieg na 110 metrów przez płotki | 27 czerwca 1992, Walencja      | 14,09    |
| skok wzwyż                      | 23 maja 1992, Alhama de Murcia | 2,12     |
| skok o tyczce                   | 24 maja 1992, Alhama de Murcia | 5,00     |
| skok w dal                      | 21 lipca 1995, Madryt          | 7,58     |
| pchnięcie kulą                  | 1 czerwca 1991, Lorca          | 17,32    |
| rzut dyskiem                    | 30 sierpnia 1991, Tokio        | 50,66    |
| rzut oszczepem                  | 30 sierpnia 1991, Tokio        | 63,08    |
| dziesięciobój                   | 24 maja 1992, Alhama de Murcia | 8478 pkt |
| siedmiobój (hala)               | 29 lutego 1992, Genua          | 6062 pkt |